# Bilan saison par saison du Hockey Club Ajoie
Le Hockey Club Ajoie est une équipe membre de la Swiss Ice Hockey Federation (Fédération suisse de hockey sur glace). Cette page retrace ses résultats, depuis sa création, dans les différentes compétitions auxquelles elle a participé.

## Championnat de Suisse
Ce chapitre récapitule le parcours de l’équipe en championnat.

### Avant l'introduction des séries éliminatoires
| Saison    | PJ    | V    | D    | N   | BP     | BC     | Pts   | Classement                                          | Remarque                                                                     | Entraîneur   |
| --------- | ----- | ---- | ---- | --- | ------ | ------ | ----- | --------------------------------------------------- | ---------------------------------------------------------------------------- | ------------ |
| 1973-1974 | 12    | 8    | 2    | 2   | -      | -      | 18    | 2e du groupe IX de 2L                               |                                                                              |              |
| 1974-1975 | 12 4  | 11 1 | 0    | 1 3 | -      | -      | 23 2  | 1er du groupe IX de 2L 3e de la poule de promotion  |                                                                              |              |
| 1975-1976 | 14 4  | 14 1 | 0 2  | 0 1 | 128 20 | 26 23  | 28 3  | 1er du groupe IX de 2L 2e de la poule de promotion  |                                                                              |              |
| 1976-1977 | 14 4  | 12 2 | 1 2  | 1 0 | 123 15 | 43 17  | 25 2  | 1er du groupe X de 2L 2e de la poule de promotion   |                                                                              |              |
| 1977-1978 | 14 4  | 13 3 | 0 1  | 1 0 | 207 33 | 23 17  | 27 6  | 1er du groupe IX de 2L 1er de la poule de promotion | Promu en 1L                                                                  |              |
| 1978-1979 | 18    | 13   | 5    | 0   | 96     | 71     | 26    | 3e du groupe III de 1L                              |                                                                              |              |
| 1979-1980 | 18    | 11   | 4    | 3   | 99     | 70     | 25    | 2e du groupe III de 1L                              | 5-2 / 4-6 / 5-2 Forward Morges HC · 0-6 / 2-4 HC Neuchâtel Young Sprinters · |              |
| 1980-1981 | 18    | 12   | 5    | 1   | 128    | 77     | 25    | 4e du groupe III 1L                                 |                                                                              | Jacques Noël |
| 1981-1982 | 18    | 14   | 3    | 1   | 114    | 63     | 29    | 1er du groupe III de 1L                             | 5-2 / 4-2 Genève-Servette HC · 3-2 / 8-3 / 8-5 HC Martigny · Promu en LNB    | Jacques Noël |
| 1982-1983 | 28 10 | 9 4  | 18 4 | 1 2 | 121 65 | 181 56 | 19 13 | 8e du groupe ouest de LNB 3e du tour de maitien     |                                                                              | Jacques Noël |
| 1983-1984 | 28 14 | 9 5  | 17 8 | 2 1 | 123 60 | 179 74 | 20 13 | 7e du groupe ouest de LNB 7e du tour de maitien     | Relégué en 1L                                                                |              |
| 1984-1985 | 26    | 25   | 1    | 1   | 257    | 73     | 50    | 1re du groupe II de 1L 1re de la poule de promotion | Promu en LNB                                                                 |              |

### Après l'introduction des séries éliminatoires
| Saison    | PJ     | V      | VP | VF | D     | DP | DF | N     | BP        | BC       | Pts     | Classement                                                    | Séries éliminatoires | Entraîneur(s)                    |
| --------- | ------ | ------ | -- | -- | ----- | -- | -- | ----- | --------- | -------- | ------- | ------------------------------------------------------------- | --- | -------------------------------- |
| 1985-1986 | 36     | 14     | —  | —  | 17    | —  | —  | 5     | 135       | 170      | 33      | 7e de LNB                                                     | |                                  |
| 1986-1987 | 36     | 14     | —  | —  | 14    | —  | —  | 8     | 144       | 132      | 36      | 5e de LNB                                                     | |                                  |
| 1987-1988 | 36     | 19     | —  | —  | 13    | —  | —  | 4     | 174       | 146      | 42      | 4e de LNB                                                     | 3-1 Zürcher SC · 0-2 HC Olten · Promu en LNA                                                                                           | Richard Beaulieu                 |
| 1988-1989 | 36 10  | 5 6    | —  | —  | 27 3  | —  | —  | 4 1   | 97 47     | 202 35   | 14 13   | 10e de LNA 2e du tour de maintien                             | | Ken Tyler                        |
| 1989-1990 | 36 10  | 8 3    | —  | —  | 25 6  | —  | —  | 3 1   | 108 33    | 189 42   | 19 7    | 10e de LNA 5e du tour de maintien                             | Relégué en LNB | Marcel Aubry                     |
| 1990-1991 | 36 10  | 18 4   | —  | —  | 13 5  | —  | —  | 5 1   | 148 43    | 152 50   | 41 9    | 4e de LNB 5e du tour de promotion                             | | Richard Beaulieu                 |
| 1991-1992 | 36 10  | 21 7   | —  | —  | 11 2  | —  | —  | 4 1   | 176 52    | 153 48   | 46 15   | 1er de LNB 2e du tour de promotion                            | Promu en LNA | Richmond Gosselin                |
| 1992-1993 | 36     | 9      | —  | —  | 26    | —  | —  | 1     | 103       | 178      | 19      | 9e de LNA                                                     | Play-off promotion/relégation : · 0-4 SCRJ Lakers · Relégué en LNB                                                                     | Richmond Gosselin                |
| 1993-1994 | 36     | 9      | —  | —  | 25    | —  | —  | 2     | 102       | 156      | 20      | 9e de LNB                                                     | Barrage de maintien : · 4-1 EHC Bülach                                                                                                 | Claude Fugère Mike McNamara      |
| 1994-1995 | 36     | 4      | —  | —  | 31    | —  | —  | 1     | 105       | 197      | 9       | 10e de LNB                                                    | Barrage de maintien : · 3-4 HC Martigny · Relégué en 1L                                                                                | Claude Fugère Doug McKay         |
| 1995-1996 | 22 4   | 17 2   | —  | —  | 4 2   | —  | —  | 1 0   | 127 14    | 43 11    | 35 4    | 2e du groupe III de 1L 2e de la poule de promotion            | Qualification pour la poule de promotion: · 3-0 CP Fleurier · 2-1 HC Viège · 2-0 HC Sierre · Promu en LNB                              | Doug McKay                       |
| 1996-1997 | 22 20  | 4      | —  | —  | 18 14 | —  | —  | 0 2   | 55        | 114 93   | 8 14    | 12e de LNB 6e du tour de qualification                        | Play-out: · 2-3 Genève-Servette HC · 1-3 SC Lucerne · Relégué en 1L                                                                    | Hans Kossmann Robert Millette    |
| 1997-1998 | 24     | 19     | —  | —  | 5     | —  | —  | 0     | 118       | 60       | 38      | 2e du groupe III de 1L                                        | 3-0 HC Viège · 3-2 Villars · 0-3 HC Sierre                                                                                             | Charles Thiffault                |
| 1998-1999 | 20 6   | 16 5   | —  | —  | 2 1   | —  | —  | 2 0   | 128 38    | 43 18    | 34 10   | 1er du groupe III de 1L 1er du groupe A du tour intermédiaire | 2-0 HC Moutier · 0-2 HC Viège | Charles Thiffault                |
| 1999-2000 | 20 6 4 | 17 5 2 | —  | —  | 3 0 2 | —  | —  | 0 1 0 | 133 35 21 | 50 15 10 | 34 15 6 | 1er groupe III de 1L 1er poule A 1er poule de promotion       | Qualif. pour la poule de promotion: · 3-1 EHC Saastal · 3-1 Star Lausanne HC · Promu en LNB                                            | Merlin Malinowski                |
| 2000-2001 | 40     | 17     | —  | —  | 18    | —  | —  | 5     | 167       | 155      | 39      | 7e de LNB                                                     | 1-3 HC Bienne | Merlin Malinowski                |
| 2001-2002 | 36     | 16     | —  | —  | 16    | —  | —  | 4     | 152       | 157      | 36      | 6e de LNB                                                     | 2-3 HC Bienne | Merlin Malinowski                |
| 2002-2003 | 38     | 16     | —  | —  | 20    | —  | —  | 2     | 148       | 158      | 34      | 7e de LNB                                                     | 1-4 HC Bâle | Merlin Malinowski                |
| 2003-2004 | 45     | 19     | —  | —  | 23    | —  | —  | 3     | 150       | 161      | 41      | 7e de LNB                                                     | 4-2 HC Thurgovie · 1-4 HC Bienne | Marc Leuenberger                 |
| 2004-2005 | 44     | 8      | —  | —  | 32    | —  | —  | 4     | 107       | 200      | 20      | 12e de LNB                                                    | Play-out : · 4-2 HC Olten | Paul-André Cadieux Pierre Vachon |
| 2005-2006 | 42     | 13     | —  | —  | 26    | —  | —  | 3     | 135       | 206      | 29      | 10e de LNB                                                    | | Paul Gagné Dany Gelinas          |
| 2006-2007 | 45     | 21     | 4  | —  | 15    | 5  | —  | —     | 181       | 144      | 76      | 5e de LNB                                                     | 2-4 HC Bienne | Dany Gelinas                     |
| 2007-2008 | 49     | 28     | 6  | —  | 15    | 0  | —  | —     | 201       | 135      | 96      | 4e de LNB                                                     | 4-3 HC Viège · 3-4 HC Bienne | Dany Gelinas                     |
| 2008-2009 | 47     | 25     | 3  | 2  | 15    | 0  | 2  | —     | 177       | 145      | 87      | 4e de LNB                                                     | 4-2 HC Sierre · 0-4 Lausanne HC | Réal Paiement                    |
| 2009-2010 | 45     | 21     | 3  | 2  | 17    | 1  | 1  | —     | 157       | 149      | 75      | 5e de LNB                                                     | 3-4 Lausanne HC | Réal Paiement                    |
| 2010-2011 | 45     | 19     | 4  | —  | 17    | 5  | —  | —     | 141       | 149      | 70      | 7e de LNB                                                     | 3-4 Lausanne HC | Paul Adey                        |
| 2011-2012 | 45     | 16     | 1  | 2  | 24    | 0  | 2  | —     | 119       | 154      | 56      | 8e de LNB                                                     | 3-4 HC La Chaux-de-Fonds | Paul Adey Vincent Léchenne       |
| 2012-2013 | 50     | 31     | 1  | 4  | 12    | 1  | 1  | —     | 187       | 138      | 105     | 1er de LNB                                                    | 4-1 HC Red Ice · 2-4 Lausanne HC | Jan Tlacil                       |
| 2013-2014 | 45     | 14     | 3  | 1  | 20    | 4  | 3  | —     | 123       | 156      | 57      | 9e de LNB                                                     | | Jan Tlacil                       |
| 2014-2015 | 48     | 15     | 3  | 1  | 20    | 3  | 6  | —     | 137       | 152      | 62      | 7e de LNB                                                     | 2-4 HC Red Ice | Gary Sheehan                     |
| 2015-2016 | 45     | 24     | 1  | 1  | 17    | 1  | 1  | —     | 171       | 131      | 78      | 5e de LNB                                                     | 4- HC La Chaux-de-Fonds · 4-2 HC Olten · 4-2 SCRJ Lakers · Champion de LNB, le HC Ajoie n'a pas déposé de dossier de promotion en LNA. | Gary Sheehan                     |
| 2016-2017 | 48     | 24     | 5  | 1  | 16    | 1  | 1  | —     | 202       | 136      | 86      | 6e de LNB                                                     | 4-1 HC Red Ice · 1-4 SC Langenthal | Gary Sheehan                     |
| 2017-2018 | 46     | 22     | 1  | 2  | 14    | 6  | 1  | —     | 168       | 130      | 79      | 5e de SL                                                      | 4-1 HC La Chaux-de-Fonds · 2-4 SCRJ Lakers                                                                                             | Gary Sheehan                     |
| 2018-2019 | 44     | 29     | 0  | 0  | 14    | 0  | 1  | —     | 151       | 94       | 88      | 2e de SL                                                      | 3-4 HC Thurgovie | Gary Sheehan                     |
| 2019-2020 | 44     | 28     | 4  | 0  | 9     | 2  | 1  | —     | 185       | 105      | 95      | 2e de SL                                                      | 4-1 HC La Chaux-de-Fonds · Championnat annulé après la saison régulière en raison du coronavirus                                       | Gary Sheehan                     |
| 2020-2021 | 46     | 30     | 2  | 4  | 10    | 0  | 0  | —     | 202       | 102      | 102     | 2e de SL                                                      | 4-0 HC Viège 4-2 SC Langenthal 4-2 EHC Kloten Champion de SL, promu en NL                                                              | Gary Sheehan                     |
| 2021-2022 | 51     | 6      | 2  | 1  | 40    | 1  | 1  | —     | 89        | 224      | 26      | 13e de NL                                                     | | Gary Sheehan Julien Vauclair     |
| 2022-2023 | 52     | 10     | 5  | 1  | 30    | 2  | 4  | —     | 120       | 192      | 48      | 14e de NL                                                     | Play-out: 2-4 SC Langnau Tigers Promotion/Relégation: 4-2 HC La Chaux-de-Fonds                                                         | Filip Pesan Julien Vauclair      |
| 2023-2024 | 52     | 8      | 3  | 1  | 33    | 5  | 2  | —     | 111       | 175      | 39      | 14e de NL                                                     | | Christian Wohlwend               |
| 2024-2025 | 52     | 11     | 3  | 1  | 32    | 1  | 1  | —     | 114       | 188      | 46      | 14e de NL                                                     | Play-out: 2-4 HC Lugano Promotion/Relégation: 4-1 HC Viège                                                                             | Christian Wohlwend Greg Ireland  |

## Coupe de Suisse
Ce chapitre récapitule le parcours de l’équipe en coupe.
| Édition   | Tour                | Parcours                                                                                          | Entraîneur   |
| --------- | ------------------- | ------------------------------------------------------------------------------------------------- | ------------ |
| 2014-2015 | Seizièmes de finale | 1-4 Genève-Servette HC (LNA)                                                                      | Gary Sheehan |
| 2015-2016 | Huitièmes de finale | 8-4 HC Red Ice (LNB) · 3-4 Kloten Flyers (LNA)                                                    | Gary Sheehan |
| 2016-2017 | Seizièmes de finale | 4-5 Lausanne HC (LNA)                                                                             | Gary Sheehan |
| 2017-2018 | Demi-finale         | 4-2 Lausanne HC (NL) · 5-4 fus. ZSC Lions (NL) · 4-3 a. p. SCL Tigers (NL) · 0-4 SCRJ Lakers (NL) | Gary Sheehan |
| 2018-2019 | Seizièmes de finale | 2-7 Lausanne HC (NL)                                                                              | Gary Sheehan |
| 2019-2020 | Vainqueur           | 8-1 EHC Wiki-Münsingen (MHL) 4-3 a. p. Lausanne HC (NL) 6-3 ZSC Lions 4-3 HC Bienne 7-3 HC Davos  | Gary Sheehan |
| 2020-2021 | Quarts de finale    | 4-1 HCV Martigny (MSL) 3-1 Kloten Flyers (SL) 0-3 CP Berne (NL)                                   | Gary Sheehan |

## Liens extrenes
- HC Ajoie - eliteprospects.com
- HC Ajoie - hockeydb.com